# Зульфія (поетеса)
Зульфія, справжнє ім'я Зульфія Ісраілова (нар. 14 березня 1915, Ташкент, Російська імперія — 1 серпня 1996, Ташкент, Узбекистан) — узбецька та радянська поетеса. Народна поетеса Узбецької РСР (1965). Герой Соціалістичної Праці (1984). Лауреат Державної премії СРСР (1976). Член КПРС з 1953 р.

## Біографія
Народилась Зульфія (справжнє ім'я та прізвище — Зільфія Ісраілова) 1 (14 березня) 1915 року в махаллі Дегрез міста Ташкент в родині ливарника-кустаря.
Батьки поетеси були людьми високої культури. Її мати знала багато народних пісень та легенд, розповідала їх своїм дітям. Батьки бажали бачити своїх нащадків високоосвіченими та культурними людьми. Вони виховали у Зульфії любов до слова.
Зульфія після закінчення середньої школи та жіночого педагогічного училища працювала в редакціях республіканських газет та журналів, захопилась поезією та почала писати вірші. У 1932 р., коли їй було 17 років, вийшла її перша поетична збірка «Сторінки життя», у який увійшли вірші про молодь, дружбу та красу людської душі. З 1938 р. вона працює у різних видавництвах та є членом республіканських та міжреспубліканських організацій.
У своїй художній творчості Зульфія оспівувала свій народ та його багатовікові традиції. У її творчості прославляється матір – берегиня сімейного вогнища.
Талановита поетеса та письменниця, яка була тонким знавцем людських душевних поривів, створила твори різних жанрів: поеми, балади, елегії, ліричні вірші, розповіді, оповідання, есе, публіцистичні статті та газетні кореспонденції. Багато її віршів було присвячено боротьбі за мир та дружбу народів СРСР. У роки Другої світової війни вона писала патріотичні вірші. Зульфія написала лібрето до опер узбецьких композиторів (наприклад, «Зейнаб і Аман») та п’єсу-казку по мотивам поеми «Семург», яку написав її чоловік Хамід Алімджан.
Найбільш відомі вірші поетеси: «Хулькар» (1947), «Я пою зорю» (1950), збірка віршів «Близькі серцю моєму» (1958), «Серце в дорозі» (1966), «Дар долини» (1966), «Моя весна» (1967), «Водопад» (1969).
Деякі вірші Зульфії було перекладено на російську мову, наприклад, вірш «Я пою зорю» (1950), російський переклад 1951 р.
З 1953 року – член Комуністичної партії СРСР, а також стала редактором журналу Saodat. У 1956 р. вона була членом делегації радянських письменників на чолі з Костянтином Симоновим на Азійській конференції письменників у Делі. У 1957 р. брала участь в Азійсько-африканській конференції солідарності в Каїрі.
Жила все життя у столиці Узбекистану. Померла 1 серпня 1996 року у Ташкенті.

## Нагороди та премії
- Народна поетеса Узбецької РСР (1965)
- Герой Соціалістичної Праці (16.11.1984)
- 2 ордена Леніна (18.03.1959; 16.11.1984)
- 3 ордена Трудового Червоного Прапора (11.01.1957; 01.03.1965; 09.09.1971)
- Орден Дружби народів (28.02.1975)
- Орден «Знак Пошани» (06.12.1951)
- 2 медалі «За трудову відмінність» (25.12.1944; 16.01.1950)
- Державна премія СРСР (1976) — за книгу віршів «Рядки пам'яті» (1974) та цикл «Райдуга»
- Орден «Дустлік» (1994)

## Пам'ять
У Ташкенті була названа вулиця іменем поетеси. У 1999 р. в Узбекистані була заснована Державна премія імені Зульфії, якою нагороджуються за успіхи в галузі літератури, мистецтва, науки, культури та освіти талановиті дівчата у віці від 14 до 22 років щорічно напередодні Міжнародного жіночого свята 8 березня.
1 березня 2008 р. у центрі Ташкенту було встановлено пам’ятник Зульфії з гіпсу. У 2014 р. його змінено на бронзовий. У січні 2017 р. пам’ятник було перенесено на Алею літераторів.